# Benz 16/50 PS
Der Benz 16/50 PS war eine Weiterentwicklung und das letzte Baumodell des Benz 21/50 PS von Benz & Cie.
Der Wagen war mit einem Sechszylinder-Reihenmotor mit 4160 cm³ Hubraum ausgestattet, der 50 PS (37 kW) bei 2000 min−1 entwickelte. Die Motorkraft wurde über eine Lederkonuskupplung an ein Vierganggetriebe weitergeleitet und von dort über eine Kardanwelle an die Hinterräder. Die Höchstgeschwindigkeit lag bei 90 km/h, der Benzinverbrauch bei 16–18 l / 100 km.
Die Fahrzeuge waren nach wie vor mit blattgefederten Starrachsen und Holz- oder Drahtspeichenrädern ausgestattet. Der Tourenwagen wurde 1924 für RM 19.500,-- angeboten. Bis 1926 sank der Preis auf RM 12.900,-- und die Limousine kostete RM 15.000,--
1923 kam ein Sportmodell heraus, dessen unverändert großer Motor eine Leistung von 75 PS (55 kW) bei 2800 min−1 erbrachte. Die Wagen hatten einen um 6 mm kürzeren Radstand, waren um 200 mm kürzer, 90 mm schmaler und 150 mm niedriger. Die nur als Tourenwagen erhältlichen Fahrzeuge erreichten eine Höchstgeschwindigkeit von 110 km/h und verbrauchten 18–20 l / 100 km Benzin.
Das Sportmodell wurde bereits 1925 wieder eingestellt, das Standardmodell verschwand 1927 ohne Nachfolger im Zuge der Typenbereinigung der fusionierten Daimler-Benz AG.

## Quelle
- Werner Oswald: Mercedes-Benz Personenwagen 1886–1986. 4. Auflage. Motorbuch Verlag Stuttgart (1987). ISBN 3-613-01133-6, S. 63 + 66–67